# Vegas
Vegas é uma série de televisão americana que estreou na CBS em 25 de setembro de 2012. É estrelado por Dennis Quaid e Michael Chiklis. 
A série foi cancelada pela CBS após uma temporada.

## Sinopse
Situado em decada de 1960 em Las Vegas, os centros de série sobre o xerife Ralph Lamb (Quaid) e suas relações com o mafioso de Chicago Vicente Savino (Chiklis), que se mudou para o oeste para montar sua própria operação. O personagem Lamb é baseado em um fazendeiro da vida real que serviu como o ex-xerife do Condado de Clark 1961-1979.

## Elenco

### Elenco principal
- Dennis Quaid como Ralph Lamb
- Michael Chiklis como Vincent Savino
- Carrie-Anne Moss como Katherine O'Connell
- Jason O'Mara como Jack Lamb
- Taylor Handley como Dixon Lamb
- Sarah Jones como Mia Rizzo

### Elenco recorrente
- James Russo como Anthony "Big Tuna" Cervelli
- Michael Reilly Burke como D.A. Rich Reynolds
- Aimee Garcia como Yvonne Sanchez
- Michael O'Neill como Ted Bennett (prefeito)
- Joe Sabatino como Borelli
- Vinessa Shaw como Laura Savino
- Michael Wiseman como Johnny Rizzo
- Sonny Marinelli como "Beansy" Cota

#### Soundtrack
- Stay - Maurice Williams.
- Beyond the Sea - Bobby Darin.
- Shake, Rattle and Roll - Big Joe Turner.
- Thin Line - Honeyhoney.
- Volare by Bobby Rydell.
- Ain't That a Kick In the Head - Dean Martin.
- No No, I won't believe it - The Fabulons.
- The Weary Kind (Theme from Crazy Heart) - Ryan Bingham.
- Smoke Gets in Your Eyes - The Platters.
- Money (That's What I Want) - Barret Strong.
- Papa Loves Mambo - Xavier Cugat and His Orchestra.
- I'm Sitting On Top of the World - Bobby Darin.
- My Girl Josephine - Fats Domino.
- You're Sweet - The Precisions.
- Lucky Day - Judy Garland.
- Rip It Up - Little Richard.
- Blue Suede Shoes - Carl Perkins.
- Blue Christmas - Elvis Presley.
- Please Help Me, I'm Falling - Hank Locklin.
- I'm Dreaming of a White Christmas - Hit Singers.
- The Christmas Waltz - Doris Day.
- Honky Tonkin' - Hank Williams.
- Danke Schoen - Wayne Newton.
- I Like It Like That - Chris Kenner.
- Mama Said - The Shirelles.
- Can't Help Falling In Love - Elvis Presley.
- The Book of Love - The Monotones.
- Alley Oop - The Hollywood Argyles.
- Bama Lama Bama Loo - Little Richard.
- Drop Top - Roy "Boogie Boy" Perkins.
- Great Balls of Fire - Jerry Lee Lewis.
- Come On, Let's Go - Ritchie Valens.
- Daddy-O Rock - Luke McDaniels.
- I've Got the World On a String - Frank Sinatra.
- I Want You With Me - Elvis Presley.
- A Cheat's a Cheat - Day, Dawn & Dusk.
- As Long As I'm Singing - Bobby Darin.
- Come Fly With Me - James Darren.
- Hello Mary Lou - Rick Nelson.
- Ooby Dooby - Roy Orbison.
- Woo Hoo - The 5.6.7.8's.
- I Only Have Eyes For You - The Flamingos.
- Nada Me Importa el Mundo (Bolero) - Roberto Ledesma & Orquesta de Cuerdas de Pepé Delgado.
- It's Now or Never - Elvis Presley.
- Mack the Knife - Bobby Darin.

## Episódios

### 1 ª Temporada
1. Vegas
2. Money Plays
3. All That Glitters
4. (Il)Legitimate
5. Solid Citizens
6. The Real Thing
7. Bad Seeds
8. Exposure
9. Masquerade
10. Estinto
11. Paiutes
12. From This Day Forward
13. Road Trip
14. The Third Man
15. Two of a Kind
16. Little Fish
17. Hollywood Ending
18. Scoundrels
19. Past Lives
20. Unfinished Business
21. Sons of Nevada